# AIM-54 Phoenix
AIM-54 Phoenix là một loại tên lửa không đối không ngoài tầm, dẫn đường bằng radar chủ động của Mỹ, nó được mang trên máy bay tiêm kích hạng nặng Grumman F-14 Tomcat theo chùm 6 tên lửa.
Tên lửa Phoenix là loại tên lửa không đối không tầm xa duy nhất của Mỹ. Sự kết hợp của tên lửa AIM-54 và hệ thống điều khiển radar AN/AWG-9 trên F-14 Tomcat khiến nó trở thành tên lửa đầu tiên có khả năng tấn công tự động nhiều mục tiêu. Khi phóng tên lửa, phi công sử dụng tên hiệu "Fox Three".
Tên lửa AIM-54 cùng với F-14 Tomcat được Iran và Hải quân Hoa Kỳ sử dụng. Quân đội Mỹ đã ngừng sử dụng AIM-54 Phoenix từ năm 2004 và F-14 từ năm 2006. Chúng được thay thế bởi tên lửa không đối không AIM-120 AMRAAM, trang bị trên F/A-18 Hornet và F/A-18E/F Super Hornet với AIM-120D, phải đến phiên bản mới nhất của tên lửa AMRAAM mới đạt đến tầm bắn tối đa của Phoenix.
Tên lửa AIM-54 đã được sử dụng 62 lần trong không chiến, tất cả là từ Không quân Iran trong chiến tranh Iran-Iraq. Sau khi F-14 bị rút khỏi trang bị của Hải quân Mỹ, AIM-54 chỉ còn trong biên chế của Không quân Iran.

## Phát triển

### Bối cảnh
Từ năm 1951, Hải quân Mỹ đã phải nghĩ cách đối phó với nguy cơ từ máy bay ném bom Tupolev Tu-4K 'Bull' có khả năng mang tên lửa chống tàu hoặc bom hạt nhân.
Cuối cùng, trong giai đoạn đỉnh điểm của Chiến tranh Lạnh, nỗi lo sợ của Hải quân Mỹ đã được nhân lên gấp bội do sự xuất hiện các phi đội máy bay ném bom Tu-16 Badger và Tu-22M Backfire được trang bị tên lửa hành trình tầm xa, bay bám mặt biển, tốc độ cao, mang được đầu đạn hạt nhân và có khả năng chống lại các biện pháp đối phó điện tử. Những tên lửa này có khả năng tấn công bão hòa hệ thống phòng thủ của hạm đội Hải quân Hoa Kỳ và đe dọa các nhóm tàu sân bay.
Hải quân Hoa Kỳ khi đó cần một máy bay đánh chặn có phạm vi hoạt động xa, thời gian trên không lớn để bảo vệ các nhóm tác chiến tàu sân bay. Douglas F6D Missileer được Douglas đề xuất cho vai trò này và đánh chặn các mối đe dọa từ xa khỏi hạm đội tàu sân bay. Vũ khí đánh chặn dự kiến sẽ là Bendix AAM-N-10 Eagle, một oại tên lửa không đối không có tầm bắn xa chưa từng có khi so sánh với AIM-7 Sparrow. Tên lửa sẽ hoạt động ựa trên radar Westinghouse AN/APQ-81. Dự án tên lửa tuy nhiên đã bị hủy bỏ vào tháng Mười hai năm 1960.

### AIM-54

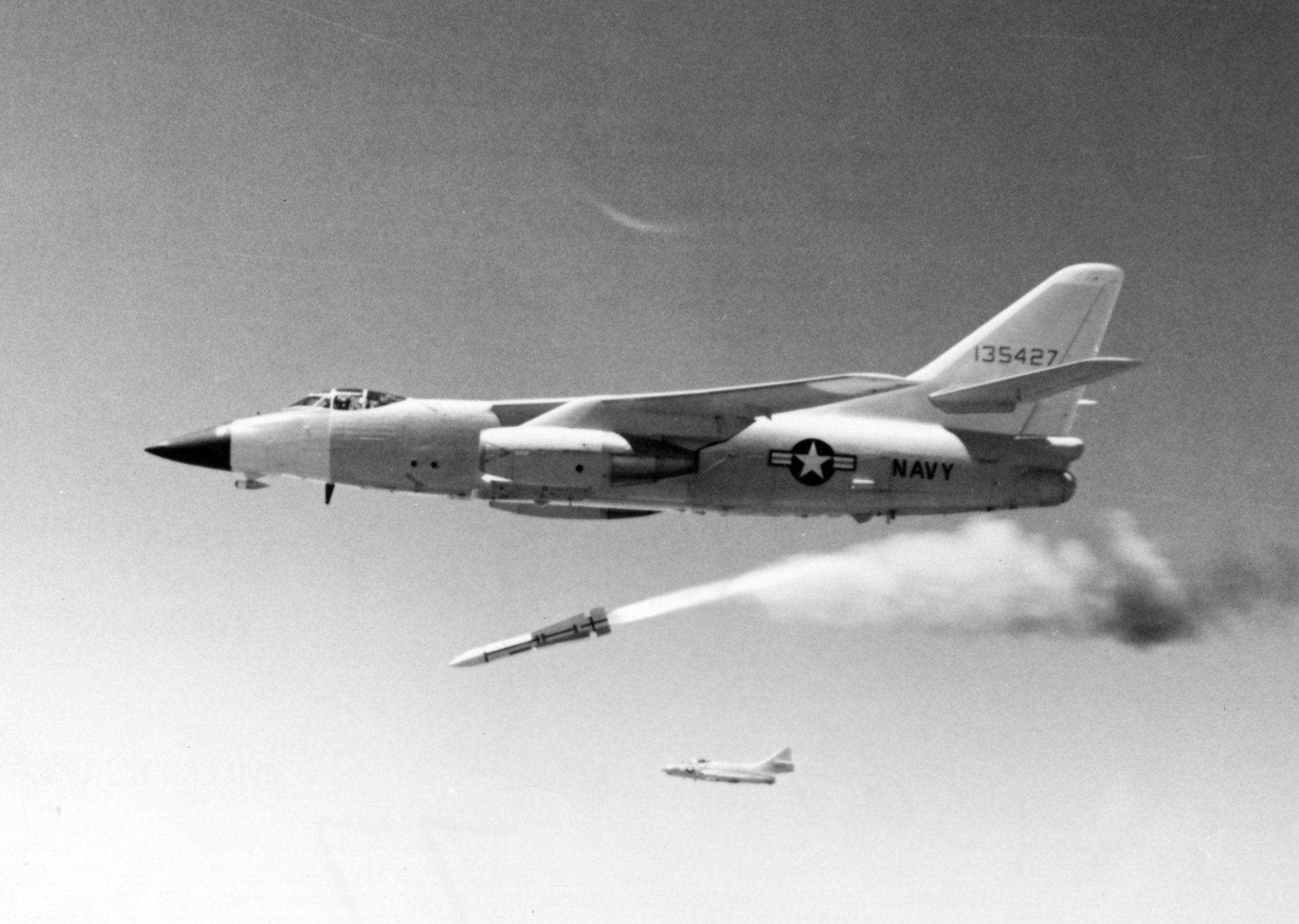
Tên lửa AIM-54A được phóng đi từ máy bay thử nghiệm NA-3A năm 1966

Đầu những năm 1960, Hải quân Hoa Kỳ đã tiếp tục nỗ lực tìm giải pháp phòng thủ mới với việc sử dụng F-111B, cùng với đó là phải thiết kế một loại tên lửa mới. Cùng lúc đó, USAF đã Hủy bỏ dự án chế tạo máy bay đánh chặn tốc độ cao cất cánh từ mặt đất North American XF-108 Rapier và Lockheed YF-12, và bỏ dở dự án phát triển tên lửa AIM-47 Falcon khi ấy đang trong giai đoạn phát triển đến mức tương đối hoàn thiện, chỉ thiếu đi nền tảng phóng hiệu quả.
Tên lửa AIM-54 Phoenix, vốn được phát triển dành cho phi đội F-111B, có khung thân với bốn cánh vây hình chữ thập, là phiên bản thu nhỏ của AIM-47.
Chương trình F-111B bị hủy bỏ vào năm 1968. Hệ thống vũ khí là tên lửa AIM-54, cùng với radar AWG-9, đã được tích hợp sang dự án máy bay đánh chặn mới của Hải quân Mỹ, dự án VFX, mà sau này là máy bay tiêm kích hạng nặng F-14 Tomcat.
AIM-54 Phoenix cũng được sử dụng trên máy bay ném bom Avro Vulcan của Không quân Hoàng gia Anh. Việc này dẫn đến sửa đổi lớn đối với hệ thống radar của Vulcan.
Vào năm 1977, các tên lửa Phoenix đã được nâng cấp đáng kể lên phiên bản AIM-54C, giúp đối phó tốt hơn với các mối đe dọa tiềm tàng từ máy bay chiến đấu chống tàu và tên lửa hành trình chống tàu, nâng cấp khả năng lập trình lại bộ nhớ.

## Sử dụng trong chiến đấu và so sánh với các hệ thống vũ khí khác
Tổ hợp vũ khí AIM-54/AWG-9 có khả năng theo dõi nhiều mục tiêu đồng thời (tới 24 mục tiêu) và phóng đồng thời tới 6 đạn tên lửa, tên lửa với khối lượng 1.000 lb (500 kg) được trang bị đầu đạn thông thường.
Khi trang bị đủ 6 tên lửa AIM-54 lên F-14 sẽ đi kèm với các ray phóng tên lửa nặng hơn 8.000 lb (3.600 kg), gấp hai lần trọng lượng của tên lửa Sparrows, vượt quá tải trọng quay về cho phép (cũng sẽ bao gồm lượng nhiên liệu đủ cho quá trình cơ động). Do đó, việc mang sáu tên lửa Phoenix đồng nghĩa với cần phải bỏ ít nhất một vài tên lửa Phoenix nếu không được sử dụng. Trang bị thường thấy nhất là hai tên lửa Phoenix kế hợp với ba tên lửa AIM-7 Sparrow và hai tên lửa AIM-9 Sidewinder.
Hầu hết các máy bay khác của quân đội Mỹ đều sử dụng tên lửa tầm trung dẫn đường bằng radar bán chủ động AIM-7 Sparrow nhỏ hơn. Dẫn đường bằng radar bán chủ động đồng nghĩa với máy bay sẽ không thể tìm kiếm mục tiêu khác khi phải liên tục chiếu sáng mục tiêu cho tên lửa Sparrow, dẫn đến làm giảm khả năng nhận biết tình huống.
Radar của F-14 Tomcat có khả năng theo dõi tới 24 mục tiêu trong chế độ vừa bám mục tiêu vừa quét mục tiêu khác (track-while-scan), với radar AWG-9 có khả năng chọn ra sáu mục tiêu nguy hiểm nhất cho tên lửa. Phi công hoặc sĩ quan đánh chặn radar (radar intercept officer (RIO)) sẽ phóng tên lửa sau khi các thông số đánh chặn cho phép. Phi công phóng tên lửa nhưng radar sẽ vẫn tiếp tục tìm kiếm mục tiêu mới, dẫn đến duy tri nhận thức tình huống về không gian chiến đấu.
F-14 có khả năng chia sẻ thông tin với máy bay cảnh báo sớm E-2C Hawkeye qua đường kết nối Link 4. Hệ thống trao đổi dữ liệu Link 4A được giới thiệu trong chiến dịch Lá chắn sa mạc năm 1990, cho phép F-14 có khả năng liên kết dữ liệu với các máy bay chiến đấu khác, nâng cao hơn nữa khả năng nhận thức chiến trường. Phiên bản F-14D còn đi vào trang bị với JTIDS giúp phi công nhận thức tình huống tốt hơn nữa.

### Chế độ dẫn đường

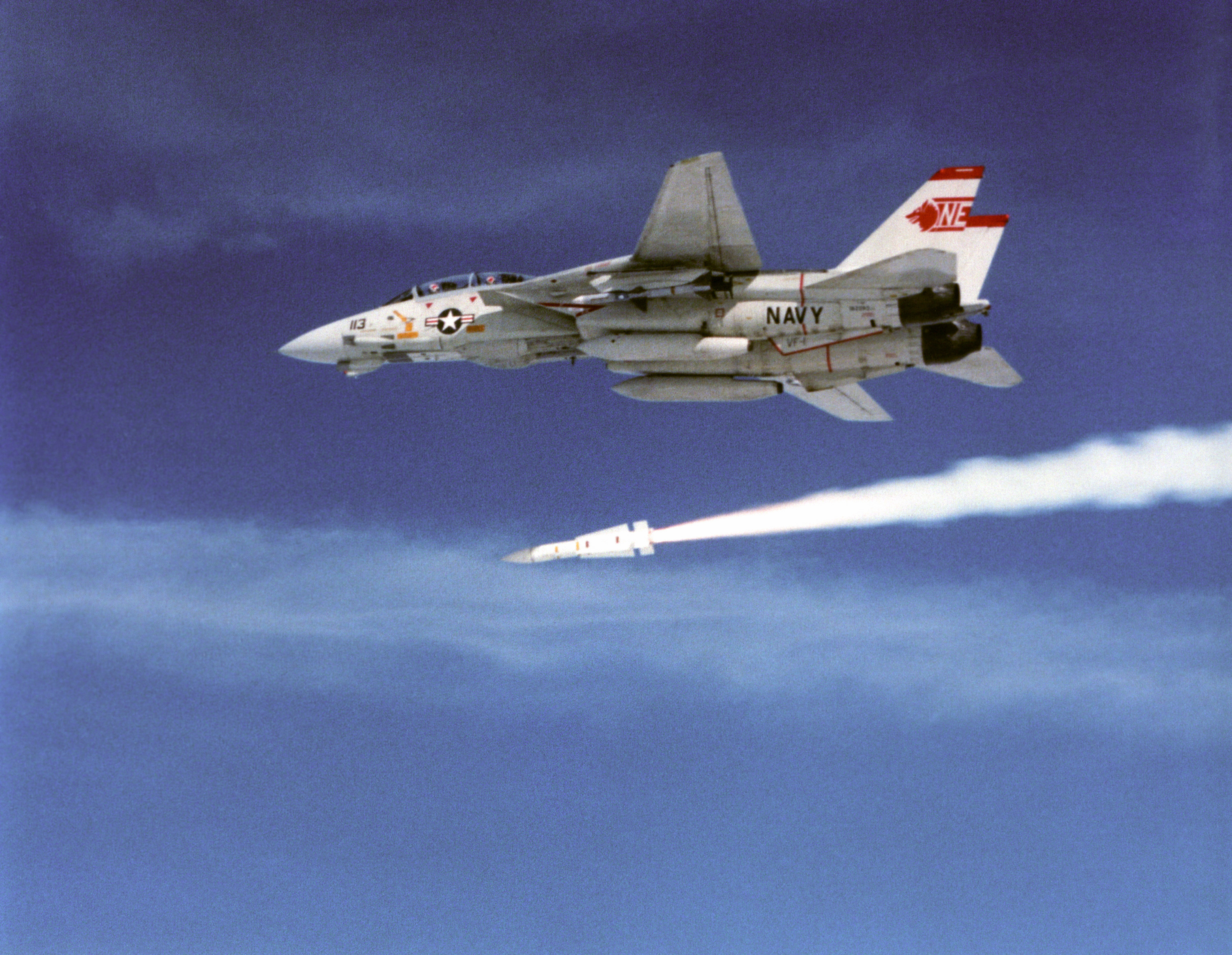
AIM-54 Phoenix vài giây sau khi phóng (1989)

Tên lửa Phoenix có nhiều chế độ dẫn đường và nó đạt được tầm bay xa bằng cách cập nhật giữa hành trình từ radar AWG-9 trên F-14A/B  radar (Radar APG-71 trên F-14D) khi nó bay hành trình ở độ cao 80.000 ft (24.000 m) và 100.000 ft (30.000 m) ở tốc độ gần Mach 5. Tên lửa bay hành trình ở độ cao này nhằm tối đa hóa tầm hoạt động do lực cản không khí giảm. Khi cách mục tiêu khoảng 11 dặm (18 km), nó sẽ bật radar của mình để tự dẫn đường ở pha cuối. Phạm vi giao chiến tối thiển là khoảng 2 nmi (3,7 km); ở cự ly này, việc chiếu rọi bằng radar trên tên lửa sẽ bắt đầu ngay khi phóng tên lửa.

## Các phiên bản

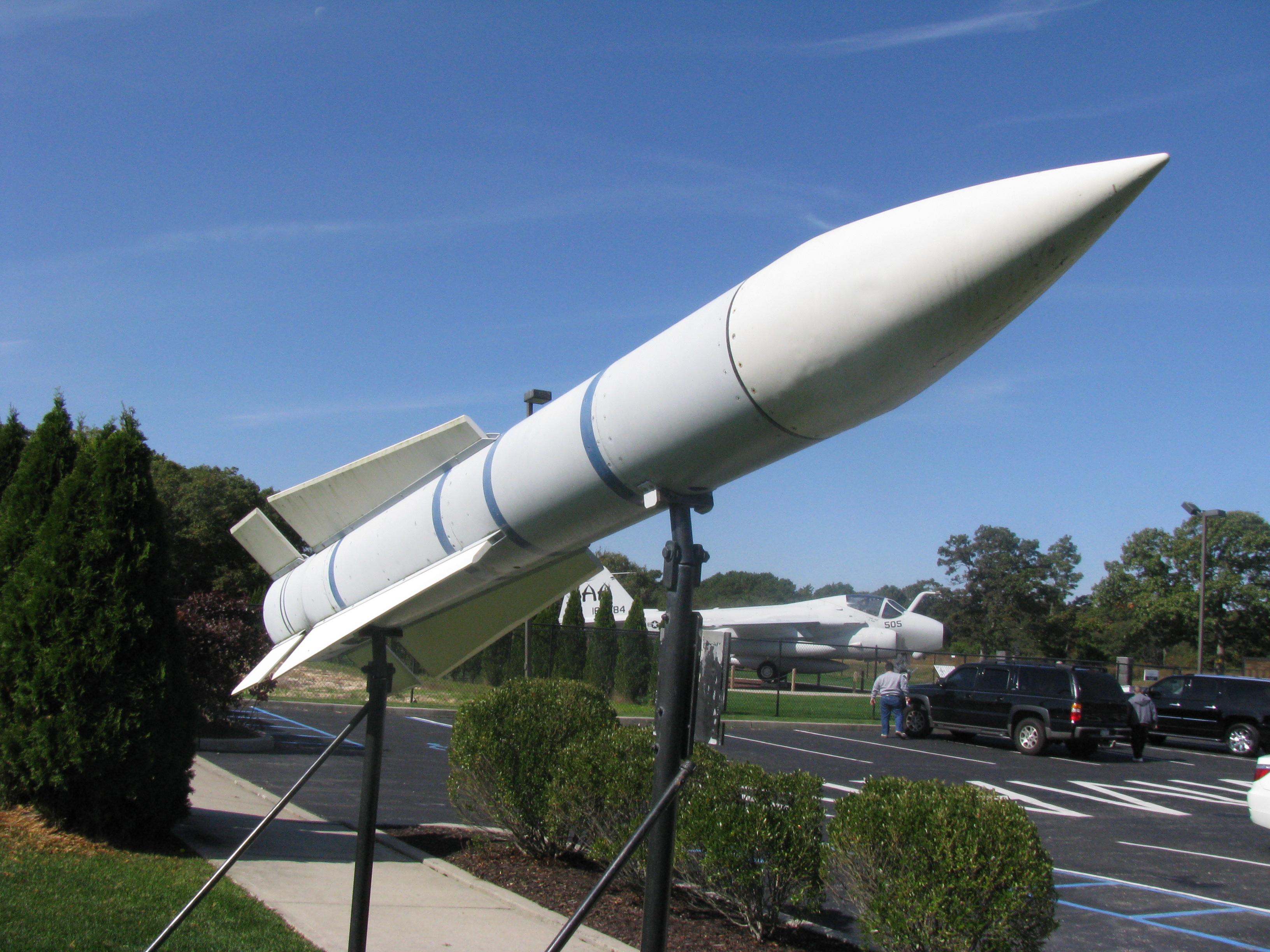
Tên lửa AIM-54A "Phoenix" trưng bày tại Bảo ràng Grumman, New York State

AIM-54ANguyên mẫu của tên lửa Phoenix, đi vào trang bị trong Hải quân Hoa Kỳ vào năm 1974, và cũng được xuất khẩu sang Iran trước khi cuộc khủng hoảng con tin Iran diễn ra năm 1979.
AIM-54BPhiên bản rút gọn của AIM-54A.
AIM-54CPhiên bản nâng cấp duy nhất được đưa vào sản xuất, sử dụng linh kiện điện tử kỹ thuật số thay cho linh kiện điện tử analog trên AIM-54A. Phiên bản này có khả năng tốt hơn trong việc đối phó với các mục tiêu bay thấp như tên lửa chống tàu. Phiên bản này thay thế cho AIM-54A, bắt đầu từ năm 1986.
AIM-54 ECCM
Sea Phoenix
AIM-54BPhiên bản đối đất.
Fakour 90Tên lửa của Iran phát triển dựa trên AIM-54, Iran đã giới thiệu nó trong cuộc duyệt binh tháng Chín năm 2013. Tháng Bảy năm 2018, theo như báo cáo của Jane, Iran đã bắt đầu đi vào chế tạo số lượng lớn tên lửa Fakour-90.

## Vận hành

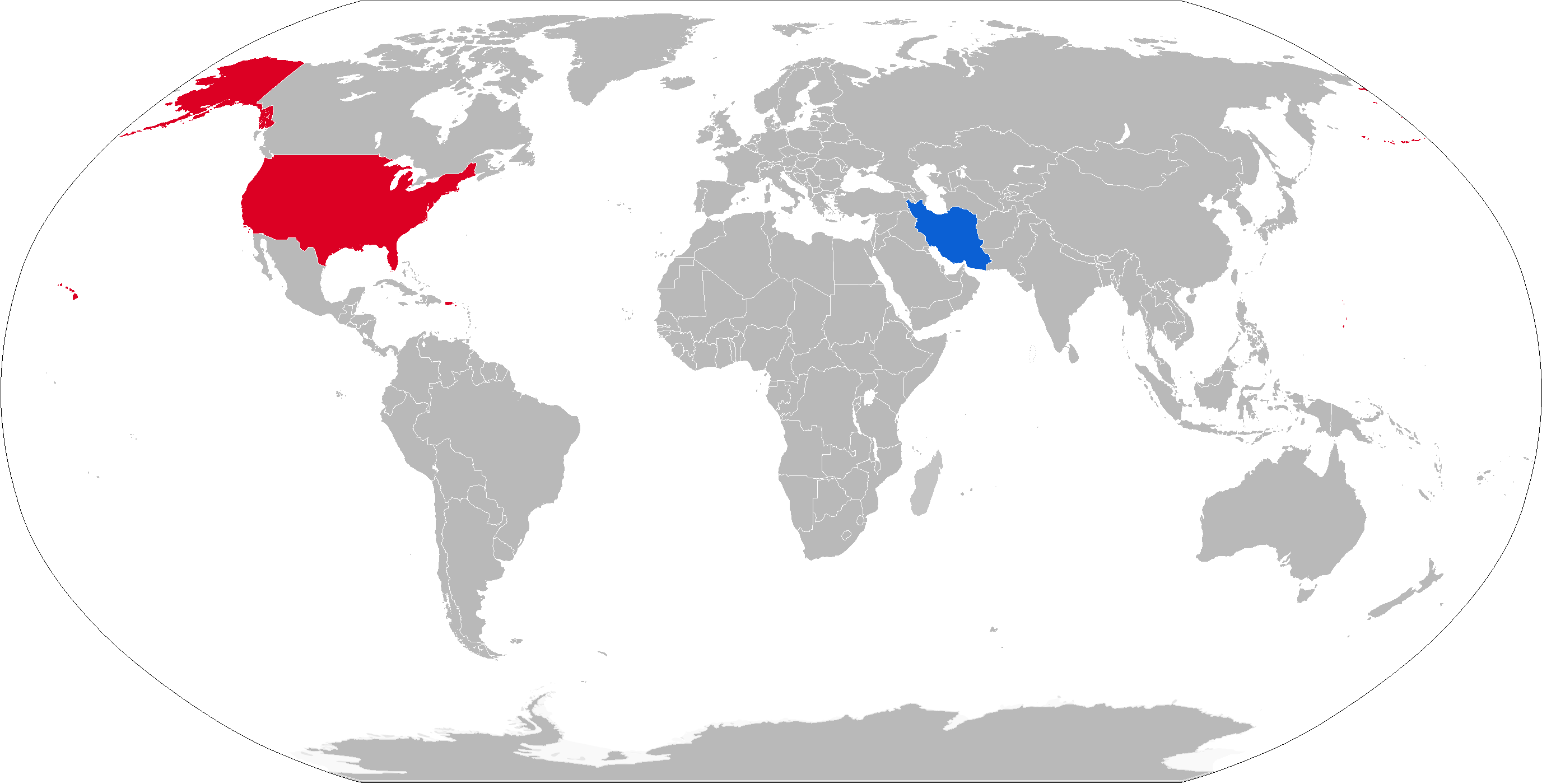
Bản đồ thể hiện các nước đã từng sử dụng (đỏ) và vẫn đang sử dụng AIM-54

### Hiện tại
- Iran – Không quân Cộng hòa Hồi giáo Iran

### Đã loại biên
- Hoa Kỳ – Hải quân Hoa Kỳ: Loại biên từ năm 2004

## Đặc tính kỹ thuật
Đặc tính kỹ thuật của tên lửa:

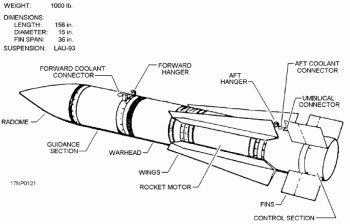
Sơ đồ tên lửaAIM-54C

- Phân loại: tên lửa tầm xa, phóng từ trên không, tên lửa không đối không
- Nhà thầu: Hughes Aircraft Company và Raytheon Corporation
- Giá thành: khoảng 477.000 đô la Mỹ mỗi tên lửa
- Động cơ: động cơ nhiên liệu rắn của Hercules Incorporated
- Chiều dài: 13 ft (4,0 m)
- Trọng lượng: 1.000–1.040 pound (450–470 kg)
- Đường kính: 15 in (380 mm)
- Sải cánh: 3 ft (910 mm)
- Tầm bắn: hơn 100 hải lý (120 mi; 190 km) (tầm bắn chính xác không được tiết lộ)
- Tốc độ: 3,000+ mph (4,680+ km/h)
- Hệ thống dẫn đường: dẫn đường bằng radar bán chủ động/chủ động
- Đầu đạn: proximity fuze, nổ mạnh
- Trọng lượng đầu đạn: 135 pound (61 kg)
- Thời gian đưa vào triển khai: 1974
- Thời gian loại biên (Hải quân Mỹ): 30 tháng Chín năm 2004